# Andrew Soule
Andrew Soule est un biathlète et fondeur handisport américain, né le 2 décembre 1980.

## Biographie
Andrew Soule servait en Afghanistan quand il saute sur un engin explosif improvisé le 21 mai 2005. Il est amputé des deux jambes à la suite de cette explosion et entame sa rééducation à l'hôpital militaire de la base du Fort Sam Houston.

## Palmarès

### Biathlon

#### Jeux paralympiques
| Épreuve / Édition   | 2,4 km assis | 7,5 km assis | 12,5 km assis | 15 km assis |
| ------------------- | ------------ | ------------ | ------------- | ----------- |
| JP 2010 Vancouver   | Bronze       | -            | -             | -           |
| JP 2014 Sotchi      | -            | 4e           | 5e            | 14e         |
| JP 2018 Pyeongchang | -            | 8e           | Bronze        | 9e          |

### Ski de fond

#### Jeux paralympiques
| Épreuve / Édition   | 1,1 km sprint assis | 7,5 km assis | 10 km assis | 15 km assis |
| ------------------- | ------------------- | ------------ | ----------- | ----------- |
| JP 2010 Vancouver   | 11e                 |              | 12e         | 10e         |
| JP 2014 Sotchi      | 5e                  |              | 5e          | 9e          |
| JP 2018 Pyeongchang | Or                  | 5e           |             | 11e         |